# Fillmore (Indiana)
Fillmore – miasto w Stanach Zjednoczonych, w stanie Indiana, w hrabstwie Putnam.